# Manuel Mendes da Conceição Santos

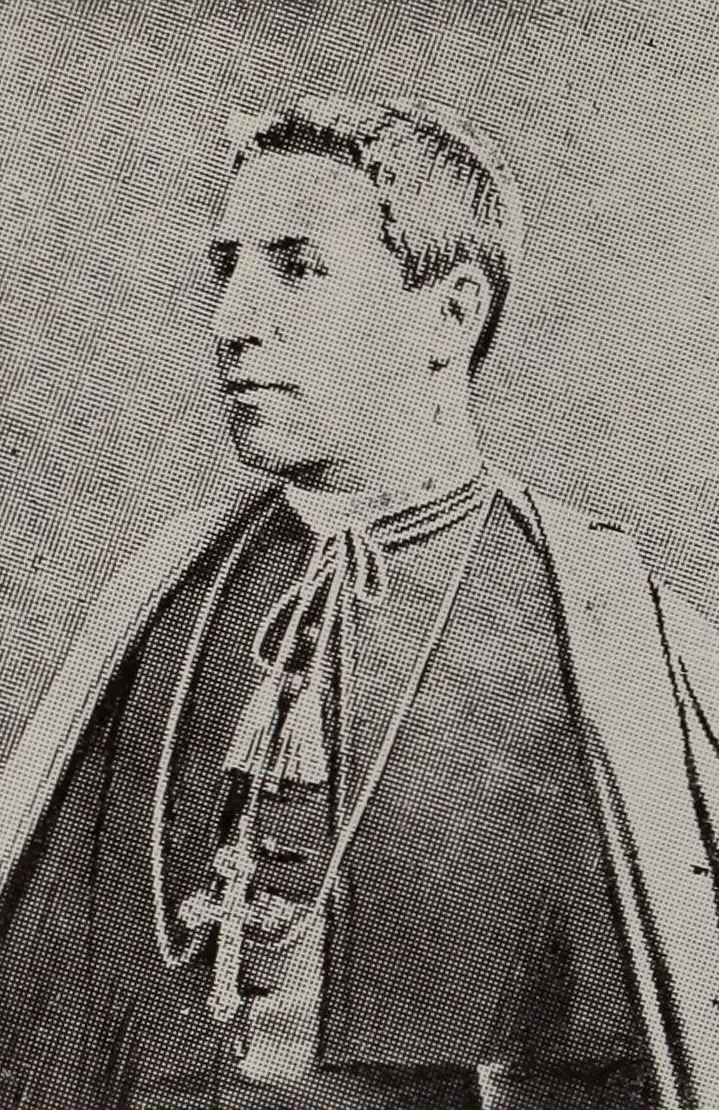
Etwa 1916

Wappen

Manuel Mendes da Conceição Santos GCC GCB (* 13. Dezember 1876 in Pé de Cão, Olaia, Torres Novas, Königreich Portugal; † 30. März 1955 in Évora, Paço Arquiepiscopal, Portugal) war ein portugiesischer Geistlicher.

## Leben
Er war der Sohn von Manuel Mendes und seiner Frau Maria da Conceição Rodrigues.
Er trat in das Seminar in Santarém ein. Anschließend wurde er nach Rom geschickt. Dort promovierte er am Ateneu de Santo Apolinário in Theologie. Am 27. Mai 1899 empfing er die Priesterweihe.
Er wurde Professor am Seminar und dem Liceu Nacional de Santarém. Im Anschluss wurde er zum Vizerektor des Seminars in Guarda ernannt. Daneben wurde er zum Kanoniker der dortigen Kathedrale ernannt.
Am 9. Dezember 1915 ernannte Papst Benedikt XV. ihn zum Bischof von Portalegre. Am 3. März 1915 weihte António Mendes Bello, Patriarch von Lissabon, ihn in Lissabon zum Bischof. Mitkonsekratoren waren Manuel Vieira de Matos, Erzbischof von Braga, und José Alves Matoso, Bischof von Guarda. Am 4. Juli 1920 ernannte der Papst ihn zum Titularerzbischof von Philippopolis in Thracia und Koadjutor-Erzbischof von Évora. Am 11. Juli 1920 starb sein Vorgänger Augusto Eduardo Nunes und er folgte diesem als Erzbischof nach.
Am 1. Juli 1933 wurde ihm das Großkreuz des Militär-Christi-Ordens und am 8. Juni 1949 das Großkreuz des Ordens der Verdienste verliehen.
Sein Seligsprechungsprozess wurde am 11. Februar 1972 von Papst Paul VI. eingeleitet.